# Eric Lerner
Eric J. Lerner (ur. w 1947 roku w Brookline) – amerykański popularyzator nauki, niezależny badacz plazmy i odkrywca.